# Pont routier de Cubzac
Le pont routier de Cubzac ou pont de Cubzac est un pont routier français situé en Gironde (Nouvelle-Aquitaine) permettant à la route nationale 10 reliant Cubzac-les-Ponts à Saint-Vincent-de-Paul de franchir la Dordogne.

## Histoire

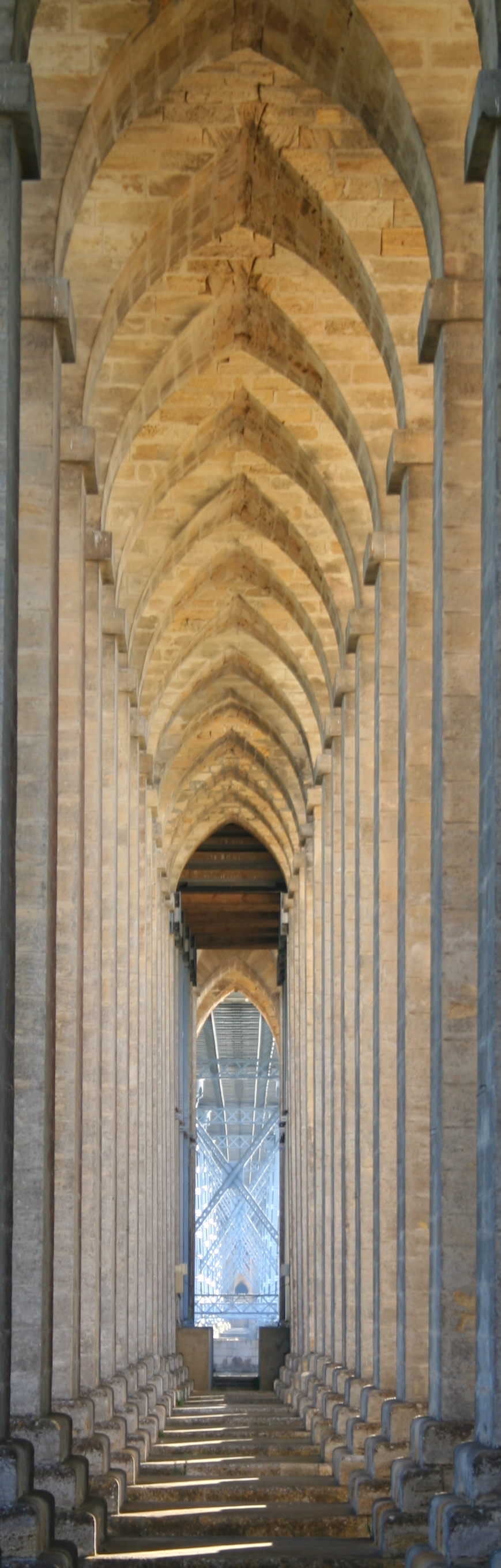
Les voûtes en ogive du pont.

Ce pont routier, construit par Gustave Eiffel entre 1879 et 1883 (Émile Nouguier, ingénieur en chef), a une longueur de 1 545 m, et une longueur de travées de 553 m. Il est divisé en 8 travées, dont 6 de 72,80 m et 2 de 57,60 m, haut de 33 m.
Le pont de Cubzac est construit, en remplacement, sur les bases d'un ancien pont suspendu qui avait été emporté par une tempête. Contrairement au précédent, celui-ci sera fixe à poutre droite métallique. Le nombre de piles et culées est porté à 9, pour supporter ces poutres. En imaginant ce pont, Gustave Eiffel innove à nouveau en combinant les procédés de lançage à partir des deux côtés et du porte-à-faux pour la partie centrale.
Sur une partie de la poutre du pont déjà construite par lançage, on accroche en porte-à-faux, par un boulonnage, les pièces en fer qui y font suite et, une fois qu'elles sont rivées, on s'en sert comme de nouveaux points d'appui pour boulonner les pièces suivantes. En cheminant ainsi de proche en proche, on arrive à monter complètement dans le vide les pièces successives sur la travée, jusqu'à ce que l'on soit arrivé à l'appui voisin où, à l'aide de vérins, on relève le pont de la quantité dont il s'était abaissé par la flexion.
Ce pont fut détruit pendant la Seconde Guerre mondiale puis rebâti en 1946-1947 par Jacques Eiffel, le petit-fils de Gustave Eiffel. Sa rampe d’accès est supportée par des arcades de pierre qui, vues de dessous, sont présentées comme lui donnant une allure de cathédrale gothique, alors qu'il s'agit de simples arches en plein cintre. Il est accessible depuis le port toute l’année gratuitement.
Le pont de Cubzac, appelé à tort « pont de Saint-André-de-Cubzac », se situe bien sur la commune de Cubzac-les-Ponts et non sur celle de Saint-André-de-Cubzac, chef-lieu du canton.
Les travaux de réhabilitation menés en 2016-2017 sont l'occasion de l’aménagement d’une passerelle cyclable en encorbellement sur l’ensemble des ouvrages.

## Au cinéma
Le pont apparaît dans le film Eiffel (2021).

## Galerie

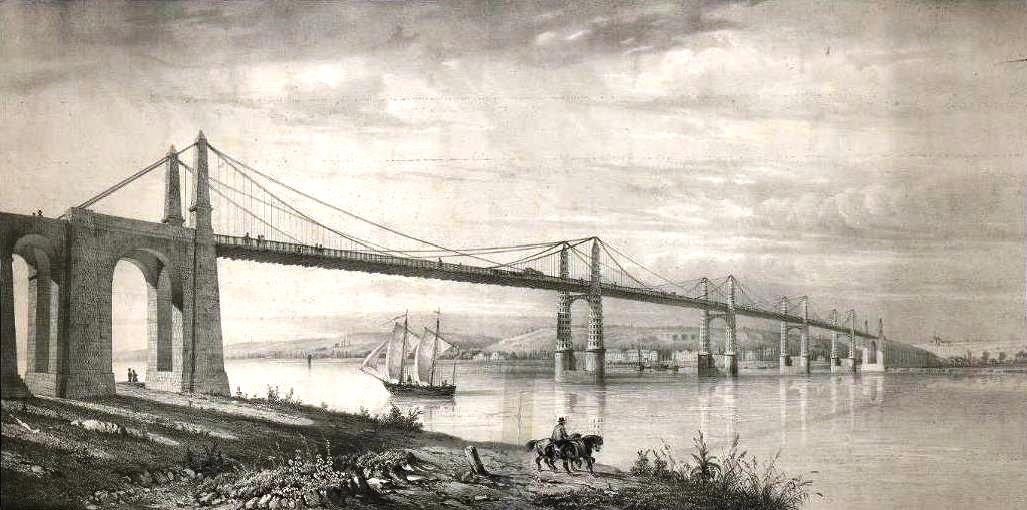
L'ancien pont suspendu de 1836.
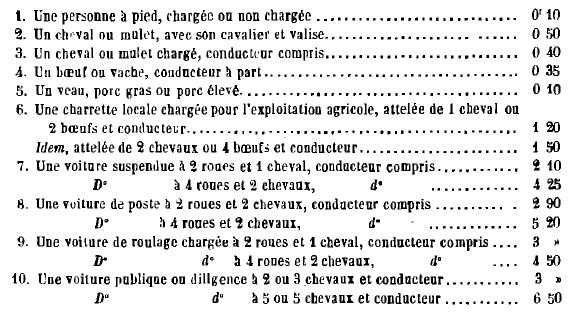
Péage du pont suspendu.
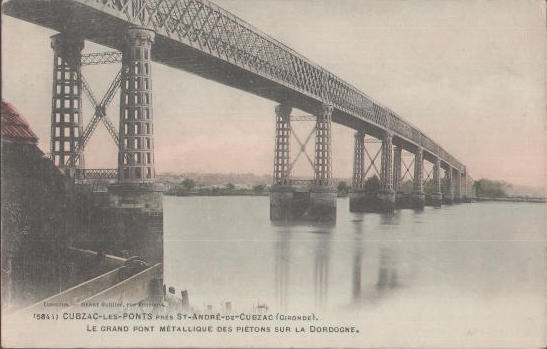
Le nouveau pont en 1907.
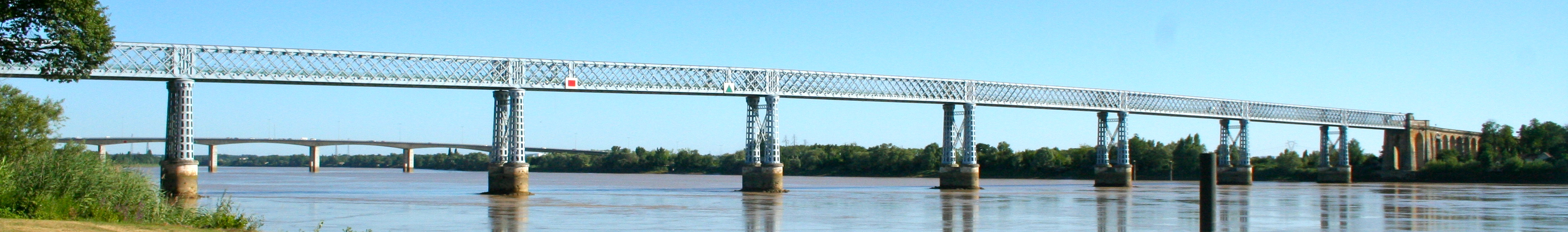
Panorama.